# Hipparchia paleia
Hipparchia paleia är en fjärilsart som beskrevs av Hans Fruhstorfer 1908. Hipparchia paleia ingår i släktet Hipparchia och familjen praktfjärilar. Inga underarter finns listade i Catalogue of Life.